# Quéntar

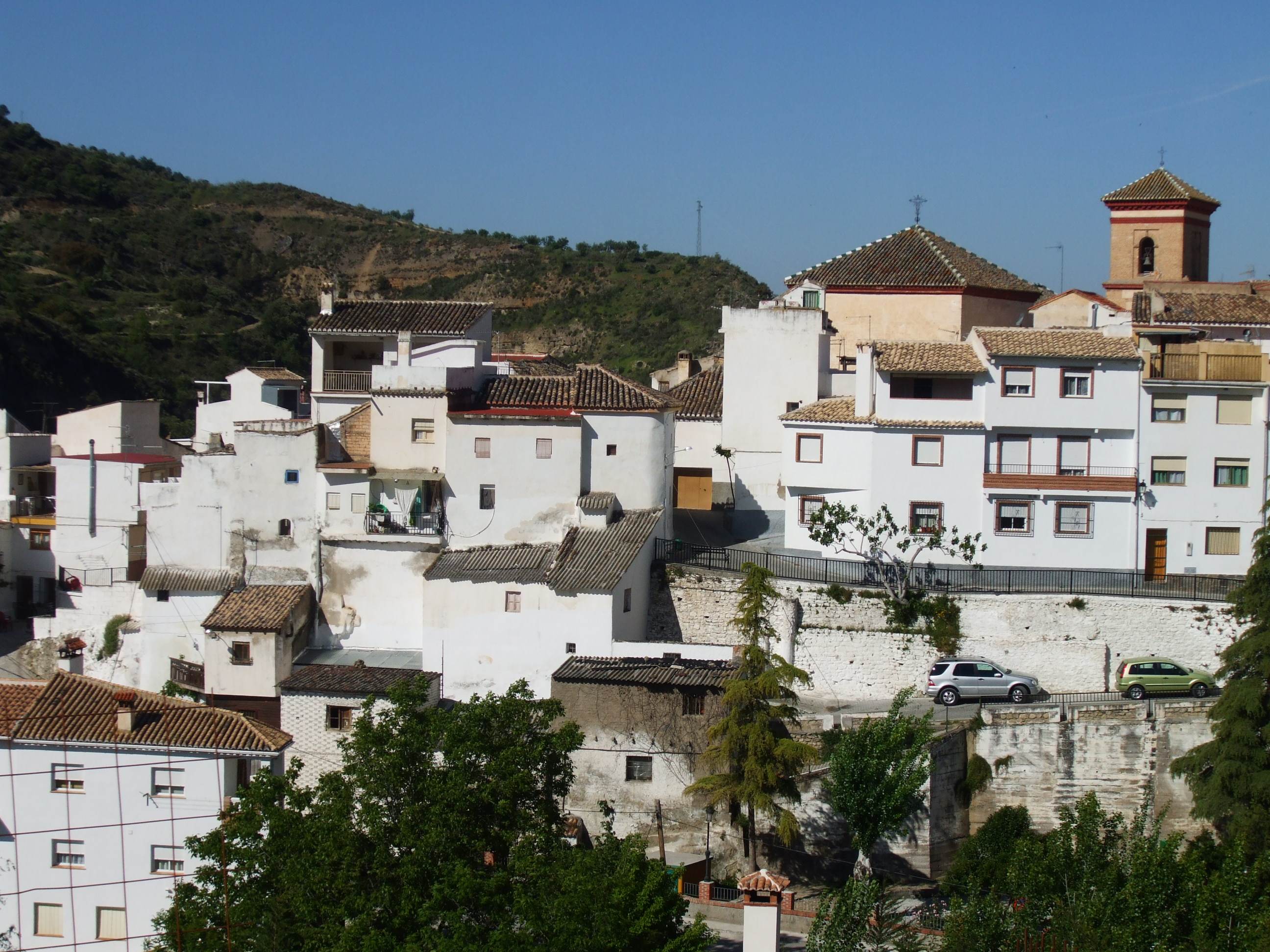
Quéntar im Frühling 2009

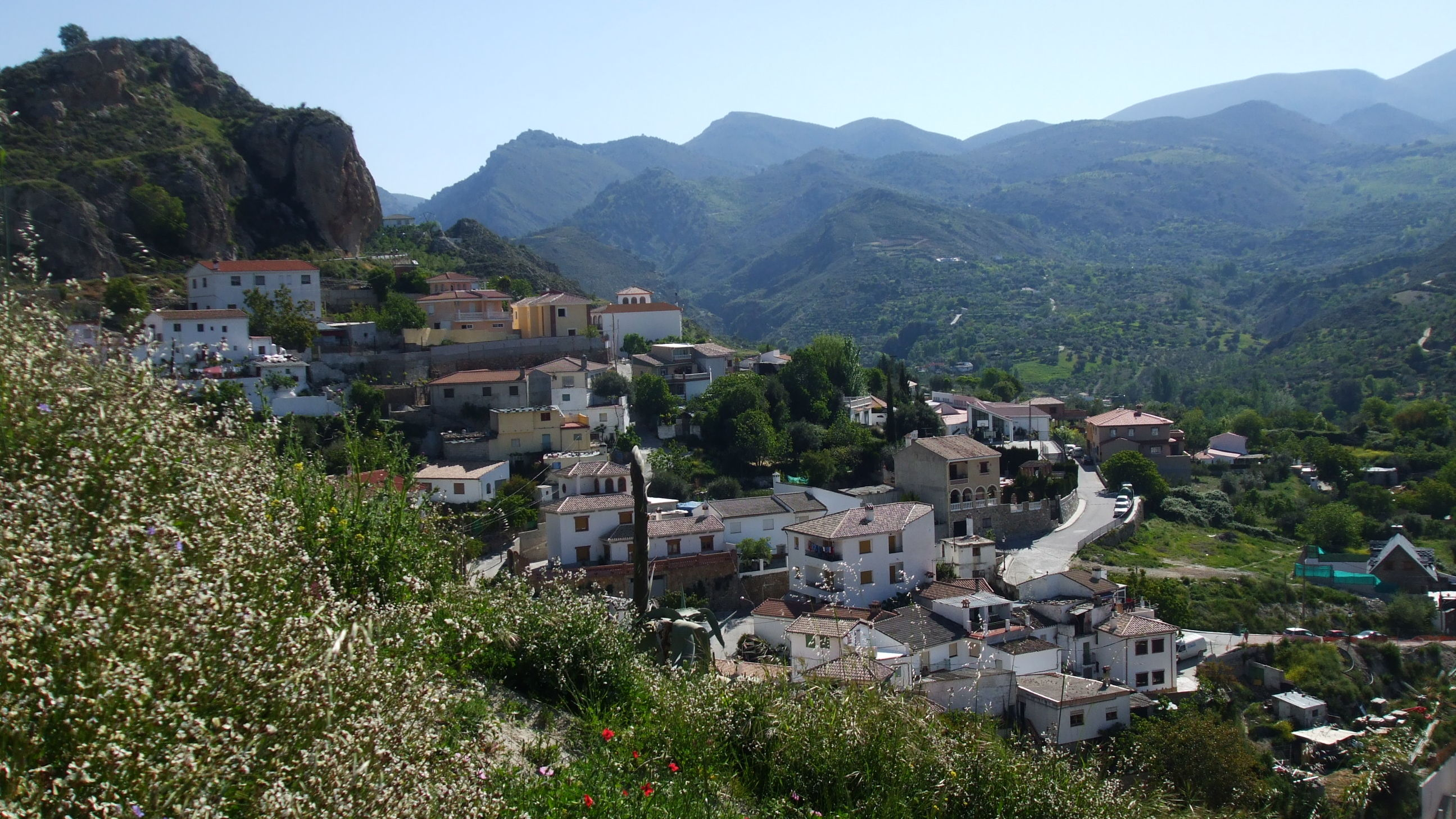
Quéntar im Frühling 2009

Quéntar (Aussprache: Kentar, Betonung auf dem e) ist ein südspanisches Bergdorf in der Provinz Granada. Der Ort liegt 871 m über dem Meeresspiegel und hat 943 Einwohner (Stand: 2024).

## Geografische Lage
Quéntar liegt in einem Tal, das das Hochgebirge Sierra Nevada von dem Naturpark Sierra de Huétor trennt in 13 Kilometer Entfernung zur Stadt Granada und an dem kleinen Fluss Río Aguas Blancas, der später in den Genil mündet. Zum Einzugsgebiet der Gemeinde gehört der kleine im Nordwesten von Quéntar gelegene Ort Tocón (Granada).

## Geschichte
Die erste urkundliche Erwähnung stammt aus dem 13. Jahrhundert, Quéntar erscheint dort als ein Distrikt (arabisch iqlîm) der Cora de Elvira mit Namen Dur. Der heutige Name stammt von der arabischen Bezeichnung Qaryat Quéntar.
Im Zuge der Rückeroberung (Reconquista) durch die Katholischen Könige (Los Reyes Católicos) fiel der Ort etwa zeitgleich mit der Stadt Granada in die Hände der Christen und wurde sofort unter den Herrschaftsbereich der Krone von Kastilien gestellt.
Später, zur Zeit des Aufstands der Moriscos flüchteten einige Rebellen aus den verschiedensten Teilen des Berglandes hierher, wodurch der Ort durch spanische Truppen größtenteils zerstört wurde. Die darauffolgende Abwanderung von mehr als 300 Einheimischen hinterließ einen mehr oder weniger entvölkerten Landstrich.

## Allgemein
Im heutigen Quéntar findet man neben einer Grundschule, den üblichen kleinen Lebensmittel- und Tabakläden und drei Bars noch ein Hotel, eine Apotheke und eine Bank. Ebenso ist im Ort eine alte Olivenöl-Mühle ansässig, die von den ansässigen Oliven-Hain-Besitzern beliefert wird.
Außer Olivenbäumen existieren auch noch einige Kirschbaum-Plantagen im Umland von Quéntar.
Zwischen Quéntar und Tocón ist ein Stausee angelegt, der vom Río Aguas Blancas gespeist wird. Aufgrund des Wassermangels in der Region ist dieser aber selten mehr als die Hälfte gefüllt. Offiziell trägt dieser den Namen Embalse de Quéntar, bei den Einheimischen ist er aber unter dem Namen Pantano bekannt. Dabei haben beide Wörter etwa dieselbe Bedeutung, nämlich Stausee oder Wasserspeicher.